# Spider-Man Unlimited (videogioco)
Spider-Man Unlimited è un videogioco endless running (letteralmente "corsa senza fine") sviluppato da Gameloft, in cui il giocatore impersona l'Uomo Ragno.
Pubblicato per Android, iOS e Windows Phone 8 il 10 settembre 2014, il gioco ricevette in seguito vari aggiornamenti che introducevano nuovi capitoli, personaggi e livelli, sino alla sua definitiva chiusura nel marzo 2019.

## Trama
Dopo aver sconfitto Goblin, l'Uomo Ragno scopre che quest'ultimo in realtà appartiene ad un'altra dimensione. In seguito viene informato da Nick Fury che New York è stata attaccata dai Sinistri Sei, che hanno aperto diversi portali dimensionali con lo scopo di creare un esercito di cloni intenzionati a distruggere l'intera dimensione.
L'Uomo Ragno, aiutato dallo S.H.I.E.L.D., deve quindi sconfiggere i Sinistri Sei e liberare New York dal portale dimensionale. Grazie agli Iso-8, degli strumenti in grado di aprire portali spazio-temporali, richiama i suoi alter-ego provenienti da dimensioni alternative: insieme, questi affrontano vari nemici, provenienti anch'essi da altre dimensioni, tra cui Goblin, Electro, Avvoltoio e Uomo Sabbia.